# Vissenbjerg Kirke
Vissenbjerg Kirke er en kirke i Vissenbjerg på Vestfyn. Kirken er en af Fyns største landsbykirker og den højest beliggende kirke på Fyn.
Den ældste bevarede omtale af kirken er fra 1409, da kirkens ejerskab af jord blev stadfæstet . Det store sogn (Fyns største) udgjorde senest i 1400-tallet et kongeligt birk og siden et len, og muligvis har både kalds- og patronatsretten til kirken efter reformationen fulgt med forleningen.
1678 fik Preben Brahe til Hvedholm skøde på kirken, men den vendte tilbage til kronen, som atter 1686 solgte den. Denne gang til Jørgen Rantzau, der året efter solgte kirken til biskop Thomas Kingo, under hvis ejerskab kirken blev knyttet til Fraugdegård. 1720 blev kirken lagt under det fynske rytterdistrikt, og blev på auktionen over dette 1764 solgt til biskop Jacob Ramus. Herefter havde den skiftende ejere indtil overgangen til selveje 1. juli 1932.

## Bygning
Kirken var oprindelig en romansk granitbygning med skib og et smallere kor, der kan have haft apside. Af dette byggeri er bevaret skibets nordmur med granitkvadre i 1 á 2 skifter, ligesom begge skibets østhjørner er kvadersatte i fuld højde. I det senmiddelalderlige langhukor er der endvidere genbrugt så mange kvadersten, at man må antage, at det romanske kor har været udført i mestendels kvadersten.
I senmiddelalderen blev den næsten fuldstændig ombygget, først ved tilføjelsen af et tårn, nok i 1470'erne, siden blev skibet ombygget og et våbenhus blev tilføjet på tårnets sydsside, begge dele nok i 1490'erne. Endelig blev koret forandret til langhuskor (med messeklokkespir) o. 1510-15.

## Kalkmalerier
1892 fremdrog konservator J. Magnus Petersen dekorationer og indskrifter fra renæssancen, som atter blev overkalket. Der maledes nye dekorationer 1905 og 1937, som forsvandt 1976, da man afdækkede ældre malerier fra senmiddelalderen, renæssancen og barokken. Af disse står tre indvielseskors fra kirkens ombygning og genindvielse i 1490'erne nu fremme i kirken. I hvælvene fandt man desuden en udsmykning af det såkaldte Træskomalerværksted fra 1490'erne, på skibets nordvæg et figurmaleri fra renæssancen med emnet "Lov og Evangelium" og på samme væg et malet draperi fra o. 1686 samt i skibets andet fags hvælvkapper nogle stjerner; alle disse udsmykninger blev tildækket igen.

## Inventar
Kirkeens ældste genstand er den romanske granitdøbefont. Fra senmiddelalderen er der bevaret ganske meget inventar, herunder den jernbundne dør er dateret 1504 og skænket af Oluf Mall i Assens. Altertavlen fra o. 1520-30 er en skabsaltertavle med en figurrig Korsfæstelsesscene i midtskabet og apostelfigurer på fløjene. Korsfæstelsesrelieffets perspektiviske opbygning viser, at snedkermesteren havde kendskab til Claus Berg og hans arbejder. Desuden er der bevaret rester af både en sidealtertavle forestillende Den Hellige Familie og af en krucifiksgruppe. Prædikestolen er udført i højrenæssancestil i tiden o. 1580, med relieffer af Dyderne, der sammen med indskrifterne betoner den lutherske retfærdiggørelseslære som udtrykkes i relieffet af en døende, der ligger alene og for ved sin overbevisning om retfærdiggørelse ved tro at afvente døden. Altersølvet og alterstagerne er fra 2011, idet det ældre blev stjålet 2009.
Kirkens orgel er bygget af P. Bruhn & Søn i 1975 (19 stemmer, 2 manualer og pedal).

## Gravminder
Kirken huser et overdådigt epitafium sat 1676 over sognepræst Hans Christensen Naur og hans to hustruer, Maren Christoffersdatter Bang og Barbara Henningsdatter Achton. Det er udført i bruskbarok stil som en skrifttavle flankeret af henholdsvis Kristus som Verdensfrelser og Moses med Lovtavlerne (altså samme Lov og Evangelium-tema som var malet på skibets nordvæg, se under kalkmalerier ovenfor). Topstykket er udført med siddende, nøgne engle der holder vanitassymboler (kranium og timeglas), mens en påklædt engel blæser i en basun (symbol på Berømmelsen).

## Galleri
- Tålmodigheden afbildet på prædikestolen
- Rammekonstruktion i Vissenbjerg Kirkes spir
- Jernbundet trædør fra Vissenbjerg Kirke

I den gamle præstegårdslade umiddelbart sydøst for kirkegården findes Terrariet.